# Veille de Carême
Veille de Carême est une nouvelle de six pages d'Anton Tchekhov.

## Historique
Veille de Carême est initialement publiée dans la revue russe Le Journal de Pétersbourg, numéro 52, du 23 février 1887, sous le pseudonyme A.Tchekhonte.

## Résumé
Une famille : le père aide le petit pour ses devoirs et raconte ses souvenirs d'écolier, puis il faut manger, manger beaucoup, avant les sept semaines de carême.

## Extraits
Personne n’a faim, tous les ventres sont archipleins, mais il faut manger quand même.

## Édition française
- Veille de Carême traduit par Edouard Parayre, Bibliothèque de la Pléiade, Édition Gallimard, 1970  (ISBN 2-07-010550-4)